# باردوویک (زامتگمایند)
باردوویک (به آلمانی: Samtgemeinde Bardowick) یک منطقهٔ مسکونی در آلمان است که در Lüneburg واقع شده‌است. باردوویک  ۱۶٬۳۱۹ نفر جمعیت دارد.